# 보리스 보스트로사블린
보리스 보스트로사불린은 (영어: Boris Vostrosablin, 1968년 10월 7일 ~ ) 'K리그에서 활약했던 축구 선수이며 수비수로 활약하였다. 부천 유공 / 부천 SK (현 제주 유나이티드)에서 1997-1998 두 시즌 동안 수비수로 활약하며 정규리그 20경기 출전 2득점, 0도움 / 리그컵 27경기 4득점, 0도움의 기록을 남겼다. FC 토르페도 모스크바 소속으로 UEFA컵 출전 경력이 있다. 같은 보리스라는 등록명을 사용하는 1996년 동일한 팀인 부천 유공에서 활약했던 보리스 트로파네츠와는 동명이인이었지만 같은 선수로 잘못 알려졌다. 현재 등록명은 보리스2이다.